# Стефанович Віктор Володимирович
Ві́ктор Володи́мирович Стефано́вич (позивний — «Вік»; 10 травня 1987, м. Тернопіль — 15 червня 2015, поблизу с. Широкине Волноваського району Донецької області) — український військовик, боєць 8-ї окремої роти Добровольчого українського корпусу «Правий сектор».

## Життєпис
Жив у Тернополі на масиві «Дружба». Навчався у школі № 9. Після школи — в Технічному коледжі ТНТУ. Працював у будівельному супермаркеті та їздив на заробітки за кордон.
На фронті — від грудня 2014 року. Пройшов півторамісячне навчання у вишкільному центрі в Десні. Уже наприкінці січня потрапив у бойовий підрозділ 8-ї окремої роти, за цей час лише раз був у відпустці. Він завжди рвався у бій, не терпів несправедливості та дуже переживав за долю України. Коли почалися революційні події на Майдані, він брав активну участь у Революція гідності. Не зміг залишитися байдужим і до подій, які розгорнулися на сході країни.
Завжди вирізнявся мужністю, патріотизмом та жагою до життя.
Загинув 15 червня 2015 року внаслідок осколкового поранення сонної артерії в районі с. Широкиного (Донецька область).
Панахида в Архікатедральному соборі УГКЦ і поховання, які очолив єпископ-помічник Тернопільсько-Зборівський УГКЦ Теодор, відбулися 20 червня, поховали Героя на Микулинецькому кладовищі.
Залишилися батьки та молодший брат.

### Нагороди
- 12.07.2015 — нагороджений орденом «Честь і Слава»;
- Нагороджений медаллю «За службу Україні»;
- 25.03.2018 — нагороджений відзнакою ДУК «Правий сектор» «Бойовий хрест корпусу» (посмертно);
- У 2021 році нагороджений орденом «За мужність» III ступеня (посмертно)[1].

## Вшанування пам'яті

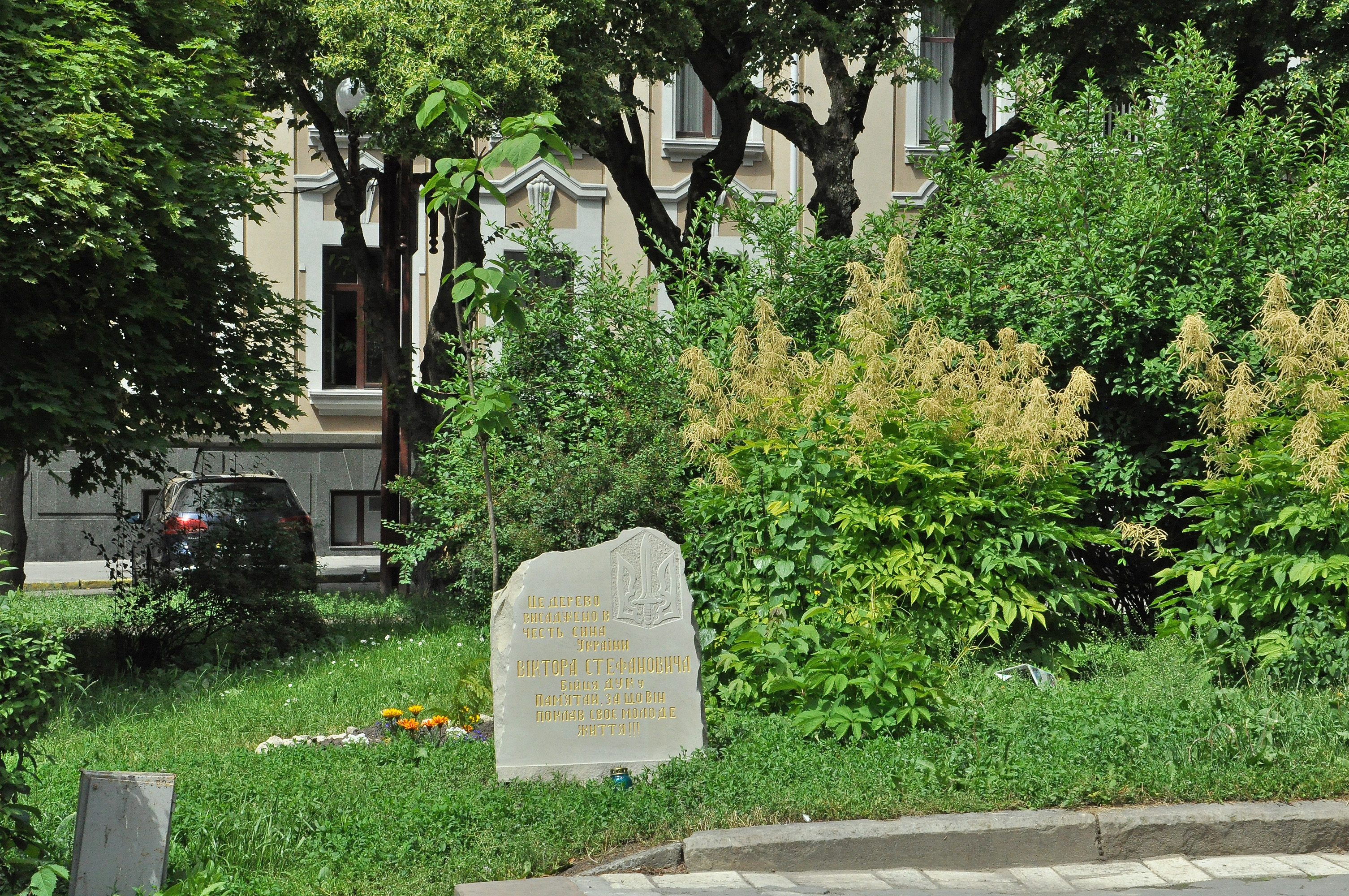
Дерево та пам'ятний знак на честь Віктора Стефановича у сквері по вул. В. Чорновола

- почесний громадянин Тернопільської області (26 серпня 2022, посмертно)[2];
- «Почесний громадянин міста Тернополя» (2015) — за особисту мужність і високий професіоналізм, який виявлений у захисті державного суверенітету та територіальної цілісності України[3];
- 18 лютого 2016 року у школі № 9 м. Тернополя встановили меморіальну дошку Вікторові Стефановичу.[4]

15 червня 2016 року у сквері по вулиці В. Чорновола в Тернополі висадили дерево на честь Віктора Стефановича та встановили пам'ятний знак.